# جون وايتهاوس (لاعب كريكت)
جون وايتهاوس (8 أبريل 1949 في المملكة المتحدة - ) (بالإنجليزية: John Whitehouse)‏ هو لاعب كريكت بريطاني. لعب مع نادي وارويكشاير للكريكيت ‏.

## وصلات خارجية
- جون وايتهاوس على موقع إي آس بي آن كريك إنفو (الإنجليزية)